# Comunità montana di Valle Camonica
La Comunità montana di Valle Camonica è una unione di comuni composta da 40 comuni facenti parte della provincia di Brescia (zona omogenea n° 5) situati in Val Camonica. La sua sede è a Breno, ha come stemma "l'aquila ed il cervo" ed il suo patrono è San Siro.
La Comunità Montana di Valle Camonica è ente gestore del Parco dell'Adamello, tutela il patrimonio delle incisioni rupestri e promuove l'istituzione della "provincia di Valle Camonica".

## Organi
Organi della Comunità montana di Val Camonica sono l'Assemblea, il Consiglio Direttivo ed il Presidente del Consiglio Direttivo. I membri dell'Assemblea assumono il nome di "consiglieri", quelli del Consiglio Direttivo di "assessori".

### Assemblea
L'Assemblea, organo amministrativo, è composta dai rappresentanti dei comuni associati
fino al 2009 i Comuni erano rappresentati secondo questa misura:
- Comuni fino a 5 000 abitanti: 3 rappresentanti (2 di maggioranza, 1 di minoranza);
- Comuni oltre i 5 000 abitanti: 5 rappresentanti (3 di maggioranza, 2 di minoranza).

Questo faceva sì che l'Assemblea fosse composta da 125 membri, provenienti da 40 comuni, e fosse la più grande assemblea italiana dopo la Camera dei deputati ed il Senato della Repubblica.
Dal 2009, a seguito della nuova Legge Regionale sulle Comunità Montane, il numero dei delegati è stato ridotto a 40 ed ogni Comune è rappresentato dal Sindaco o da un suo delegato (purché amministratore del Comune di provenienza).

### Presidente
Il Presidente ed il Consiglio Direttivo della Comunità Montana della Valle Camonica sono eletti entro 60 giorni dalla convalida dei rappresentanti dei Comuni. Di seguito è riportato l'elenco dei Presidenti succedutisi alla guida dell'Ente:
| Presidente           | Comune                | Periodo         |
| -------------------- | --------------------- | --------------- |
| Alessandro Bonomelli | Saviore dell'Adamello | 1990-1995       |
| Pierluigi Mottinelli | Cedegolo              | 1995-2001       |
| Gianpiero De Toni    | Edolo                 | 2001-2004       |
| Alessandro Bonomelli | Saviore dell'Adamello | 2004-2009       |
| Corrado Tomasi       | Temù                  | 2009-2013       |
| Bernardo Mascherpa   | Paisco Loveno         | 2013-2014       |
| Oliviero Valzelli    | Darfo Boario Terme    | 2014-2019       |
| Sandro Farisoglio    | Breno                 | 2019            |
| Alessandro Bonomelli | Saviore dell'Adamello | 2019-2024       |
| Corrado Tomasi       | Temù                  | 2024- in carica |

### Giunta Esecutiva
Al 22 luglio 2022, la Giunta esecutiva risulta così composta:
| Membro                   | Ruolo          | Deleghe                                                              | Comune di provenienza |
| ------------------------ | -------------- | -------------------------------------------------------------------- | --------------------- |
| Corrado Tomasi           | Presidente     | Coordinamento generale, rapporti istituzionali e Personale           | Temù                  |
| Enrico Dellanoce         | Vicepresidente | Agricoltura e Bonifiche                                              | Esine                 |
| Giovan Battista Bernardi | Assessore      |                                                                      | Berzo Demo            |
| Cristian Farisè          | Assessore      | Affari Generali, Bilancio, Lavori Pubblici, Viabilità                | Ossimo                |
| Mirco Pendoli            | Assessore      | Ecologia e ambiente, Caccia e pesca, Patrimonio, vigilanza ecologica | Gianico               |
| Giovanni Ghirardi        | Assessore      |                                                                      | Malonno               |
| Priscilla Ziliani        | Assessore      |                                                                      | Pian Camuno           |

### Assemblea
| Consigliere                       | Comune                | Comune |
| --------------------------------- | --------------------- | ------ |
| Aurelio Trotti Delegato           | Angolo Terme          |        |
| Barbara Bonicelli Sindaco         | Artogne               |        |
| Giovan Battista Bernardi Sindaco  | Berzo Demo            |        |
| Federico Farisè Delegato          | Berzo Inferiore       |        |
| Ottavio Bettoni Sindaco           | Bienno                |        |
| Matteo Rivadossi Sindaco          | Borno                 |        |
| Sergio Mattioli Sindaco           | Braone                |        |
| Luca Vielmi Delegato              | Breno                 |        |
| Ida Bottanelli Sindaco            | Capo di Ponte         |        |
| Marco Ezio Mineo Delegato         | Cedegolo              |        |
| Luigi Simone Mondoni Sindaco      | Cerveno               |        |
| Marina Lanzetti Sindaco           | Ceto                  |        |
| Simone Bresadola Sindaco          | Cevo                  |        |
| Donatella Martinazzoli Sindaco    | Cimbergo              |        |
| Alessandro Francesetti Sindaco    | Cividate Camuno       |        |
| Matteo Felice Martinotta Delegato | Corteno Golgi         |        |
| Dario Colossi Sindaco             | Darfo Boario Terme    |        |
| Luca Masneri Sindaco              | Edolo                 |        |
| Enrico Dellanoce Delegato         | Esine                 |        |
| Mirco Pendoli Sindaco             | Gianico               |        |
| Diego Carli Sindaco               | Incudine              |        |
| Mario Chiappini Sindaco           | Losine                |        |
| Natale Gemmi Sindaco              | Lozio                 |        |
| Matteo Furloni Sindaco            | Malegno               |        |
| Giovanni Ghirardi Sindaco         | Malonno               |        |
| Romano Caldinelli Sindaco         | Monno                 |        |
| Matteo Bondioni Delegato          | Niardo                |        |
| Fiorenzo Formentelli Sindaco      | Ono San Pietro        |        |
| Anna Recaldini Delegato           | Ossimo                |        |
| Bernardo Mascherpa Sindaco        | Paisco Loveno         |        |
| Enrica Ruggeri Delegato           | Paspardo              |        |
| Emanuele Bertoli Delegato         | Pian Camuno           |        |
| Alberto Farisè Sindaco            | Piancogno             |        |
| Ivan Faustinelli Sindaco          | Ponte di Legno        |        |
| Serena Morgani Sindaco            | Saviore dell'Adamello |        |
| Manuel Pessarossi Delegato        | Sellero               |        |
| Maruska Poletti Delegato          | Sonico                |        |
| Corrado Tomasi Sindaco            | Temù                  |        |
| Paolo Guerino Gregoriani Sindaco  | Vezza d'Oglio         |        |
| Mauro Testini Delegato            | Vione                 |        |